# Polystachya golungensis
Polystachya golungensis är en orkidéart som beskrevs av Heinrich Gustav Reichenbach. Polystachya golungensis ingår i släktet Polystachya och familjen orkidéer. Inga underarter finns listade i Catalogue of Life.